# Lacipa sarcistis
Lacipa sarcistis är en fjärilsart som beskrevs av George Francis Hampson 1905. Lacipa sarcistis ingår i släktet Lacipa och familjen tofsspinnare. Inga underarter finns listade i Catalogue of Life.